# Gonzalo Gómez de Espinosa
Gómez de Espinosa, Gonzalo (1479-1530). Navegant espanyol, nascut a Espinosa de los Monteros cap 1479 i mort probablement a Sevilla cap a 1530, que va participar en l'expedició de Magallanes i va arribar a les Moluques al comandament de la nau Trinidad. Mentre Elcano completava la primera volta al món, Espinosa va intentar arribar fins a Amèrica creuant el Pacífic, però va fracassar en el seu intent després d'un viatge desafortunat i va ser capturat pels portuguesos. Segons el cronista Fernández de Oviedo, Gómez de Espinosa era un Gentilhome i se li va encarregar reclutar tripulants a Màlaga i va embarcar a la nau capitana Trinidad en 1519.
Ajudar a Magallanes a reprimir el motí del port de San Julián, perpetrat per Juan de Cartagena i Gaspar de Quesada. Gómez de Espinosa també va lluitar en la batalla de Mactan. Malgrat Magallanes morir en aquesta contenta Gonzalo aconseguir sortir amb vida i fugir de l'Cebú, Filipines amb el comandament de la nau Victoria, mentre Lope de Carvalho dirigia la Trinidad i Juan Sebastián Elcano la Concepción.
Amb la destitució del general Carvalho, Gonzalo assumir el comandament de la nau Trinidad. En arribar a les Illes Moluques, carregaren les naus amb les especies i emprengueren el retorn a Espanya. Poc després la Trinidad feia aigües i els dos capitans prengueren la decisió de que Elcano aniria cap Espanya pel sud amb la Victoria completant la volta al món, mentre que Gonzalo ho faria amb direcció a Amèrica en la nau Trinidad després de ser reparada convenientment.
Després de tres meses de reparacions, Gómez de Espinosa partir de Tidore el 6 de abril de 1522 amb la Trinidad, al comandament de cinquanta i quatre homes. Navegar en direcció a Panamà però els vent el portaren en direcció nord. El mes d'agost de 1522 decidiren tornar a les Moluques i després arribaren a l'illa de Mao.
Gonzalo de Espinosa enviar una carta al governador portuguès de Ternate i la envià amb una nau que havien trobat pel camí. Li demanava ajuda per portar la nau Trinidad fins a Tidore, ja que no tenia medis propis. La major part dels mariners havien mort en la travessia i els supervivents estaven malalts i no podien portar la nau.
Poc després van arribar al port de Benaconora i després d'atracar, varis mariners lusitans s'apoderaren de la Trinidad i la conduïren al port de Talangomí, entre les illes de Tidore i Ternate. Havien tornat només disset supervivents dels cinquanta quatre que embarcaren, i quasi tots estaven greument malalts. Els portugueses portaren a Gonzalo de Espinosa i als seus homes a la fortalesa que Brito havia aixecat a Ternate.
Els portuguesos els van obligar a treballar durant quatre mesos en las obres de construcció de la fortalesa de Ternate. Després de nou mesos de presó foren traslladats a Java i després a Malaca, finalment foren entregats al governador Jorge de Alburquerque. Gonzalo Gómez de Espinosa, Ginés de Mafra i el mestre Ance, acabaren en la presó del Limonero a Lisboa. El rei Carles V rescatar els dos primers, que tornaren finalment a Espanya.
Gonzalo Gómez d'Espinosa i Ginés de Mafra van prestar declaració dels successos a Valladolid el mes d'agost de 1527. Fernández de Oviedo afirma que va parlar amb Gómez de Espinosa el 1528. Malgrat no haver aconseguit trobar una ruta de retorn des de les Filipines fins Amèrica, Carlos I li va concedir l'escut d'armes, una pensió de 300 ducats i l'any següent (1529) el va nomenar visitador i capità de les naus de les Índies. Residia llavors a Sevilla a on probablement va morir el 1530.